# Campionati europei di bob 1998
I Campionati europei di bob 1998, trentaduesima edizione della manifestazione organizzata dalla Federazione Internazionale di Bob e Skeleton, si sono disputati il 17 e il 18 gennaio 1998 a Igls, in Austria, sulla Kunsteisbahn Bob-Rodel Igls, il tracciato sul quale si svolsero le competizioni del bob e dello slittino ai Giochi di Innsbruck 1976 e le rassegne continentali del 1978, del 1981, del 1984, del 1986 e del 1990. Nella località tirolese si erano tuttavia già tenute le gare di slittino e di bob ai Giochi di Innsbruck 1964 e le manifestazioni europee del 1967 (in entrambe le specialità maschili) e del 1971 (solo nel bob a quattro) ma sul vecchio tracciato non più utilizzato dal 1973, allorché venne costruita la pista odierna. Igls ha quindi ospitato le competizioni continentali per la settima volta nel bob a due uomini e per l'ottava nel bob a quattro.
Anche questa edizione si è svolta con la modalità della "gara nella gara", contestualmente alla quinta e penultima tappa della stagione di Coppa del Mondo 1997/98.

## Risultati

### Bob a due uomini
La gara si è svolta il 17 gennaio 1998 nell'arco di due manches ed hanno preso parte alla competizione 30 compagini in rappresentanza di 15 differenti nazioni.
| Pos. | Atleti                             | Nazione    | Tempo   | Distacco |
| ---- | ---------------------------------- | ---------- | ------- | -------- |
|      | Reto Götschi Guido Acklin          | Svizzera-1 | 1:46.11 |          |
|      | Christoph Langen Olaf Hampel       | Germania-1 | 1:46.56 | +0.45    |
|      | Günther Huber Antonio Tartaglia    | Italia-1   | 1:46.68 | +0.57    |
| 4    | Sepp Dostthaler Thomas Platzer     | Germania-3 | 1:46.74 | +0.63    |
| 5    | Dirk Wiese Marco Jakobs            | Germania-2 | 1:46.99 | +0.88    |
| 6    | Pavel Ščeglovskij Konstantin Dëmin | Russia-1   | 1:47.10 | +0.99    |
| 7    | Sandis Prūsis Jānis Elsiņš         | Lettonia-1 | 1:47.12 | +1.01    |
| 8    | Christian Reich Cédric Grand       | Svizzera-2 | 1:47.24 | +1.13    |
| 9    | Fabrizio Tosini Stefano Berlotto   | Italia-2   | 1:47.27 | +1.16    |
| 10   | Bruno Thomas Christophe Fouquet    | Francia-2  | 1:47.51 | +1.40    |

### Bob a quattro
La gara si è svolta il 18 gennaio 1998 nell'arco di due manches ed hanno preso parte alla competizione 26 compagini in rappresentanza di 15 differenti nazioni.
| Pos.                                                       | Atleti                                                            | Nazione       | Tempo   | Distacco |
| ---------------------------------------------------------- | ----------------------------------------------------------------- | ------------- | ------- | -------- |
|                                                            | Harald Czudaj Torsten Voss Steffen Görmer Alexander Szelig        | Germania-1    | 1:43.62 |          |
|                                                            | Hubert Schösser Peter Leismüller Erwin Arnold Martin Schützenauer | Austria-1     | 1:43.75 | +0.13    |
|                                                            | Christoph Langen Markus Zimmermann Kai-Uwe Kohlert Olaf Hampel    | Germania-2    | 1:43.88 | +0.26    |
| Marcel Rohner Markus Nüssli Thomas Schreiber Roland Tanner | Svizzera-1                                                        | 1:43.98       | +0.36   |          |
| 5                                                          | Sean Olsson Dean Ward Courtney Rumbolt Paul Attwood               | Regno Unito-1 | 1:44.00 | +0.38    |
| 6                                                          | Sandis Prūsis Egils Bojārs Matīss Zacmanis Jānis Ozols            | Lettonia-1    | 1:44.26 | +0.64    |
| 7                                                          | Dirk Wiese Michael Liekmeier Marco Jakobs Sven Peter              | Germania-3    | 1:44.32 | +0.70    |
| 8                                                          | Christian Reich Steve Anderhub Thomas Handschin Cédric Grand      | Svizzera-2    | 1:44.50 | +0.88    |
| 8                                                          | Kurt Einberger Thomas Bachler Michael Müller Georg Kuttner        | Austria-2     | 1:44.50 | +0.88    |
| 10                                                         | Bruno Mingeon Michel André Éric Le Chanony Max Robert             | Francia-1     | 1:44.75 | +1.13    |

## Medagliere
| Pos.   | Paese    | Oro | Argento | Bronzo | Totale |
| ------ | -------- | --- | ------- | ------ | ------ |
| 1      | Germania | 1   | 1       | 1      | 3      |
| 2      | Svizzera | 1   | 0       | 0      | 1      |
| 3      | Austria  | 0   | 1       | 0      | 1      |
| 3      | Italia   | 0   | 0       | 1      | 1      |
| Totale | Totale   | 2   | 2       | 2      | 6      |